# Анна Клім
Анна Клім (англ. Anna Klim; нар. 1 січня 1975) — колишня австралійська тенісистка.
Найвищу одиночну позицію світового рейтингу — 447 місце досягла 13 квітня 1998, парну — 316 місце — 23 червня 1997 року.

## Фінали ITF

### Парний розряд: 3 (1–2)
| Результат | Ранг | Дата     | Турнір                  | Покриття | Партнерка         | Суперниці                              | Рахунок       |
| --------- | ---- | -------- | ----------------------- | -------- | ----------------- | -------------------------------------- | ------------- |
| Поразка   | 1.   | Лип 1996 | Гергюговард, Нідерланди | Ґрунт    | Забіне Герке      | Маріель Брюенс Деббі Гак               | 6–1, 0–6, 2–6 |
| Перемога  | 1.   | Вер 1996 | Варшава, Польща         | Ґрунт    | Саллі-Енн Каттлер | Павліна Бартункова Анна Бєлень-Жарська | 6–2, 2–6, 6–4 |
| Поразка   | 2.   | Лип 1997 | Амерсфорт, Нідерланди   | Ґрунт    | Зузана Лешенарова | Ева Бес Деббі Гак                      | 3–4 ret.      |